# Linycus nigriceps
Linycus nigriceps är en stekelart som beskrevs av Heinrich 1962. Linycus nigriceps ingår i släktet Linycus och familjen brokparasitsteklar. Inga underarter finns listade i Catalogue of Life.